# Savigny-sur-Orge
Savigny-sur-Orge is een gemeente in het Franse departement Essonne (regio Île-de-France). De gemeente telde 37.775 inwoners op 1 januari 2022. De plaats maakt deel uit van het arrondissement Palaiseau.

## Geschiedenis

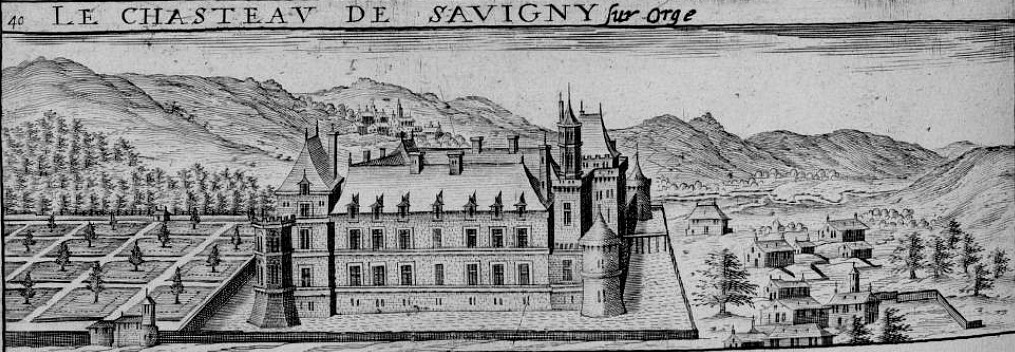
Het kasteel van Savigny in de 17e eeuw

In de vroege middeleeuwen was er een klooster in de huidige wijk Près-Saint-Martin. De plaats ontstond in de 11e eeuw rond een kasteel, dat afhing van de heren van Montlhéry. In de 15e eeuw werd Étienne de Vesc, raadgever van koning Karel VIII van Frankrijk, heer van Savigny. De 15e en 16e eeuw brachten voorspoed. Naast de dorpskern rond het kasteel van Savigny ontstond er ook een gehucht rond het kasteel van Grand-Vaux. In totaal woonden er aan het einde van de 18e eeuw ongeveer 800 mensen. Op de hellingen bij de Orge en de Yvette lagen wijn- en boomgaarden, op het plateau in het noorden werd graan verbouwd.
In 1802 kocht maarschalk Louis Nicolas Davout het kasteel van Savigny. Hij, zijn schoonzoon en zoon werden burgemeesters van Savigny. Davouts echtgenote, Aimée Leclerc, zette zich in voor de gemeente en stichtte er scholen. In de jaren 1920 en 1930 kwam er een grote bevolkingsgroei. De gemeente was via het spoor gemakkelijk bereikbaar vanuit Parijs en de grondprijzen waren relatief laag. Er werden nieuwe laagbouwwijken gebouwd. Op het plateau verrees de nieuwe wijk Sainte-Thérèse. Na de Tweede Wereldoorlog volgde een nieuwe bevolkingstoename. De autosnelweg A6 werd aangelegd. Omdat de grond nu schaarser was, werd er in de hoogte gebouwd: de nieuwe wijken Grand-Vaux, Grand-Val en Près-Saint-Martin met hoogbouw verrezen. Tussen het einde van de jaren 1960 en het begin van de jaren 1990 werden de wijken Clair Village en Gâtines gebouwd op voormalige landbouwgronden op het plateau. En ook in de jaren 2010 verrees nog een nieuwe woonwijk.

## Geografie
De oppervlakte van Savigny-sur-Orge bedroeg op 1 januari 2022 6,97 vierkante kilometer; de bevolkingsdichtheid was toen 5.419,7 inwoners per km².
In het zuidwesten ligt de vallei van de Yvette, in het zuidoosten die van de Orge. Het noorden van de gemeente bestaat uit een plateau met 99 meter als hoogste punt.
De plaats ligt aan de RNIL 7. De autosnelweg A6 loopt door de gemeente. In de gemeente ligt het station Savigny-sur-Orge.
De onderstaande kaart toont de ligging van Savigny-sur-Orge met de belangrijkste infrastructuur en aangrenzende gemeenten.

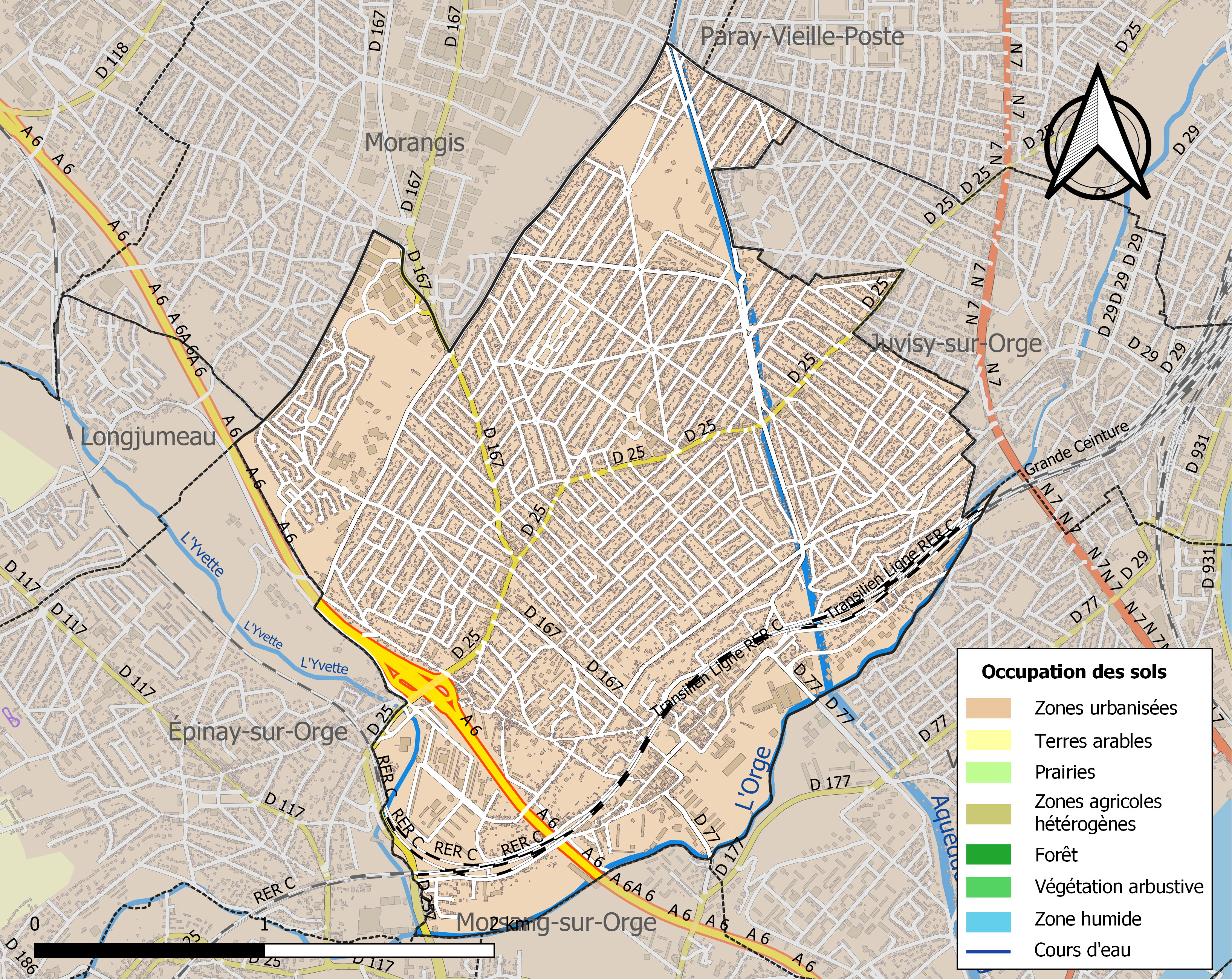

## Demografie
De bevolking verzesvoudigde tussen 1921 en 1931.
Onderstaande figuur toont het verloop van het inwonertal (bron: INSEE-tellingen).

## Geboren
- Yoann Offredo (1986), wielrenner